# Toini Gustafssonová
Toini Gustafssonová Rönnlundová (rodným jménem Karvonenová; * 17. ledna 1938, Suomussalmi) je bývalá švédská běžkyně na lyžích finského původu.
Získala čtyři olympijské medaile, z toho dvě individuální – na olympijských hrách v Grenoblu roku 1968 vyhrála individuální závod na 5 i 10 kilometrů. Krom toho má dvě stříbra ze štafet na 4× 5 kilometrů, jak z Grenoblu, tak z olympiády v Innsbrucku z roku 1964. Jejím nejlepším individuálním výsledkem na mistrovství světa byla bronzová medaile z roku 1966. V roce svého olympijského triumfu byla vyhlášena v anketě deníku Svenska Dagbladet švédskou sportovkyní roku. Ve stejném roce se provdala za běžce na lyžích Assara Rönnlunda, držitele tří olympijských medaili a mistra světa na 15 km z roku 1962. Toho roku také ukončila závodní kariéru a začala pracovat jako učitelka tělesné výchovy. Do Švédska byla evakuována v šesti letech během druhé světové války (respektive sovětsko-finské války) spolu se 70 000 dalšími finskými dětmi.